# Gunnar Bogren
Gunnar Hugo Bogren, född den 4 juli 1904 i Göteborg, död den 8 januari 1998 i Mölndal, var en svensk jurist.
Bogren avlade studentexamen i Göteborg 1922 och juris kandidatexamen vid Lunds universitet 1926. Han blev extra ordinarie notarie i Göta hovrätt sistnämnda år och genomförde tingstjänstgöring i Sunnervikens och Ölands domsagor 1926–1929. Bogren började tjänstgöra i Göta hovrätt 1929, blev biträdande  fiskal där 1931, tillförordnad fiskal 1932, tillförordnad borgmästare i Oskarshamn 1932, extra ordinarie assessor i Göta hovrätt 1934, assessor där 1936, hovrättsråd 1940, revisionssekreterare 1943 och hovrättsråd i Hovrätten för Västra Sverige 1947. Bogren var häradshövding i Flundre, Väne och Bjärke domsaga 1949–1962 och lagman i Hovrätten för Västra Sverige 1963–1971. Han var sakkunnig i Skogsstyrelsen angående ny skogsvårdslagstiftning 1942–1946 och tillförordnad justitiekansler periodvis 1946–1958. Bogren var ordförande i poliskollegiet i Älvsborgs läns landstingsområde 1954–1961 och i utskrivningsnämnden för Källshagens sjukhus 1956–1963. Han blev riddare av Nordstjärneorden 1943 och kommendör av samma orden 1958.